# ترک پوستی

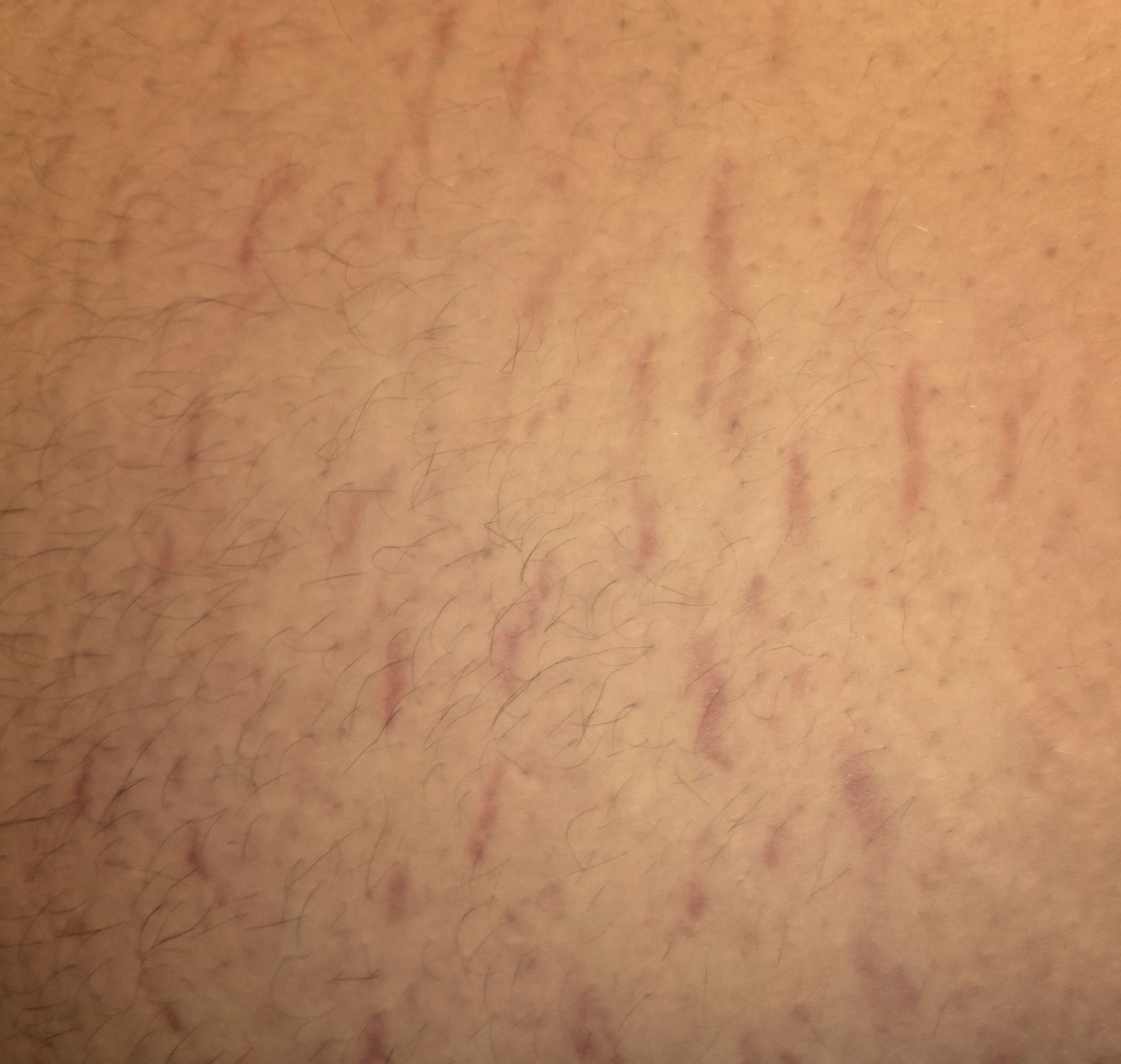

ترک پوستی (به انگلیسی: Stretch marks) یا استریا نام کلی است برای ترک یا خطوط نازک یا نواری که موازی هم هستند یا به هم نزدیکند.
ترک‌های پوستی که به استریا هم معروفند، فرمی از اسکار روی پوست است. به مرور زمان ممکن است کم شود ولی به‌طور کامل ناپدید نمی‌شود. این ترک‌ها در زمان بارداری معمولاً در ۳ ماههٔ آخر و معمولاً روی شکم ایجاد می‌شود ولی بر روی پستان‌ها، ران، لگن و کمر و باسن هم دیده می‌شود که به نام استریا گراویداروم معروف است.
علت آن ترک در درم است. اغلب در اثر کشش سریع پوست به دنبال رشد یا تغییر وزن سریع ایجاد می‌شود. ممکن است در اثر تغییرات هورمونی زمان بلوغ، بارداری، رشد یا درمان‌های جایگزینی هورمونی هم ایجاد شود.

## نشانه‌ها و علائم
استریا یا همان ترک‌های پوستی ضایعاتی قرمز یا صورتی هستند که در هر نقطه از بدن ممکن است ایجاد شوند ولی بیشتر در جاهایی وجود دارد که مقادیر زیاد چربی ذخیره شده‌است. شایع‌ترین محل آن شکم، پستان‌ها، بازوها، زیر بازوها، کمر، ران (هم داخل و هم خارج)، لگن و باسن است. به مرور زمان، آتروفی و از دست دادن رنگ رخ می‌دهد.

## علل
علت بروز این ضایعات، کشش پوست است. این مسئله به خصوص زمانی صحیح است که کورتیزون افزایش می‌یابد.
به عبارت دیگر، افزایش سطح کورتیزون می‌تواند احتمال و تشکیل یا شدت کشیدگی پوست را به دنبال کاهش انعطاف‌پذیری آن افزایش دهد. بویژه این که با پیشگیری از تشکیل اغاولی و الاستین توسط فیبروبلاست‌ها بر روی درم اثر دارد.
نمونه ای از مواردی که ترک‌های پوستی به‌طور شایع دیده می‌شود، توسط مایو کلینیک ارائه شده‌است، شامل افزایش وزن (به صورت چربی و / یا عضله)، بارداری، رشد در دوران بلوغ، برخی داروها و برخی بیماری‌ها و مشکلات طبی. در مورد داروها، این کلینیک به کرم‌ها، لوسیون‌ها و قرص‌های کورتیکواستروئیدی اشاره کرد و استفاده مزمن از فرم خوراکی یا سیستمیک استروئیدها. در مورد مشکلات طبی سندرم اهلرز دانلوس، سندرم کوشینگ، سندرم مارفان و بیماری‌های غدد فوق کلیوی مطرح است.

## بارداری
ترک‌های پوستی بارداری که استریا گراویداروم هم نام دارد به صورت اسکار پوستی در نواحی شکمی دیده می‌شود به علت افزایش وزن سریع در دوران بارداری. حدود ۹۰ درصد خانم‌ها در دوران بارداری دچار این مشکل می‌شوند.

## درمان
درمان مشخص و مفیدی برای بهبود این ضایعات پوستی وجود ندارد. برخی تلاش‌ها در این زمینه انجام شده‌است مثل لیزر درمانی، گلیکولیک اسید و میکرودرمابراسیون.